# Nguyên âm không tròn môi trước đóng
Nguyên âm không tròn môi trước đóng hay nguyên âm không tròn môi trước cao là một loại nguyên âm xuất hiện phổ biến ở nhiều ngôn ngữ trên thế giới, được biểu diễn bằng mẫu tự i trong Bảng phiên âm quốc tế. Nó có phát âm giống như trong từ meet của tiếng Anh — vì thế nên nó cũng được gọi là e dài trong tiếng Anh Mỹ. Tuy trong tiếng Anh thì âm này dài đáng kể — hay được biểu diễn bằng phiên âm /iː/ — song nó thường không được phát âm như một nguyên âm thuần mà có khuynh hướng nguyên âm đôi. Âm tố [i] thuần cũng xuất hiện ở nhiều ngôn ngữ khác, chẳng hạn như tiếng Pháp.

## Đặc điểm
- Cao độ nguyên âm của nó đóng lại, có nghĩa là lưỡi phải được đặt gần vòm miệng mà không cản trở luồng khí được phân loại là phụ âm.
- Vị trí lưỡi nguyên âm hướng về phía trước, nghĩa là lưỡi sẽ hướng về phía trước miệng mà không tạo ra sự thắt hẹp như phụ âm. Một số nguyên âm tròn môi trước cũng thường được phát âm giữa, nhưng trên thực tế chúng là âm gần trước.
- Nó là âm không tròn môi, tức là khi phát âm, môi thả lỏng một cách tự nhiên và nhô ra phía trước.

## Ví dụ
| Ngôn ngữ             | Ngôn ngữ                   | Ví dụ         | IPA         | Nghĩa                 | Chú thích |
| -------------------- | -------------------------- | ------------- | ----------- | --------------------- | --- |
| Tiếng Afrikaans      | Tiếng Afrikaans            | dief          | [dif]       | 'tên cướp'            | Xem âm vị học tiếng Afrikaans |
| Tiếng Ả Rập          | Dạng phổ thông             | دين/diin      | [d̪iːn]      | 'tôn giáo'            | Xem âm vị học tiếng Ả Rập |
| Tiếng Catalunya      | Tiếng Catalunya            | sic           | [ˈsik]      | 'như thế'             | Xem âm vị học tiếng Catalunya |
| Tiếng Trung          | Quan thoại phổ thông       | 七 / qī       | [tɕʰi˥]ⓘ    | 'bảy'                 | Xem âm vị học tiếng Trung phổ thông |
| Tiếng Chuvash        | Tiếng Chuvash              | çип           | [ɕ̬ip]       | 'chủ đề'              | |
| Tiếng Séc            | Tiếng Séc                  | bílý          | [ˈbiːliː]ⓘ  | 'trắng'               | Xem âm vị học tiếng Séc |
| Tiếng Hà Lan         | Tiếng Hà Lan               | biet          | [bit]ⓘ      | 'củ cải đường'        | Xem âm vị học tiếng Hà Lan |
| Tiếng Anh            | Tất cả các phương ngữ      | free          | [fɹiː]ⓘ     | 'miễn phí'            | Tùy vào phương ngữ, nó có thể được phát âm là [ɪi]. Xem âm vị học tiếng Anh                                                                                                  |
| Tiếng Anh            | Tiếng Anh Úc               | bit           | [bit]       | 'một chút'            | Nó cũng có thể được phát âm là [ɪ̟]. Xem âm vị học tiếng Anh Úc |
| Tiếng Pháp           | Tiếng Pháp                 | fini          | [fini]      | 'hoàn thành'          | Xem âm vị học tiếng Pháp |
| Tiếng Đức            | Tiếng Đức                  | Ziel          | [t͡siːl]ⓘ    | 'mục tiêu'            | Xem âm vị học tiếng Đức phổ thông |
| Tiếng Hy Lạp         | Dạng chuẩn hiện đại        | κήπος / kípos | [ˈc̠ipo̞s̠]    | 'garden'              | Xem âm vị học tiếng Hy Lạp hiện đại |
| Tiếng Hungary        | Tiếng Hungary              | ív            | [iːv]       | 'vòng cung'           | Xem âm vị học tiếng Hungary |
| Tiếng Ý              | Tiếng Ý                    | bile          | [ˈbiːle̞]    | 'cơn thịnh nộ'        | Xem âm vị học tiếng Ý |
| Tiếng Nhật           | Tiếng Nhật                 | 銀/gin        | [ɡʲiɴ]ⓘ     | 'bạc'                 | Xem âm vị học tiếng Nhật |
| Tiếng Khmer          | Tiếng Khmer                | លទ្ធិ / lôtthĭ  | [lattʰiʔ]   | 'học thuyết'          | Xem âm vị học tiếng Khmer |
| Tiếng Hàn            | Tiếng Hàn                  | 아이 / ai     | [ɐi]        | 'đứa trẻ'             | Xem Âm vị học tiếng Triều Tiên |
| Tiếng Kurdish        | Kurmanji (Northern)        | şîr           | [ʃiːɾ]      | 'sữa'                 | Xem âm vị học tiếng Kurdish |
| Tiếng Kurdish        | Tiếng Sorani               | شیر/šîr       | [ʃiːɾ]      | 'sữa'                 | Xem âm vị học tiếng Kurdish |
| Tiếng Kurdish        | Tiếng Palewani             | شیر/šîr       | [ʃiːɾ]      | 'sữa'                 | Xem âm vị học tiếng Kurdish |
| Tiếng Litva          | Tiếng Litva                | vyras         | [viːrɐs̪]    | 'người đàn ông'       | Xem âm vị học tiếng Litva |
| Tiếng Mã Lai         | Tiếng Mã Lai               | ikut          | [i.kʊt]     | 'đi theo'             | Xem âm vị học tiếng Mã Lai |
| Tiếng Malayalam      | Tiếng Malayalam            | ഇല            | [ilɐ]       | 'lá cây'              | Xem âm vị học tiếng Malayalam |
| Tiếng Ba Lan         | Tiếng Ba Lan               | miś           | [ˈmʲiɕ]ⓘ    | 'gấu bông'            | Xem âm vị học tiếng Ba Lan |
| Tiếng Bồ Đào Nha     | Tiếng Bồ Đào Nha           | fino          | [ˈfinu]ⓘ    | 'gầy'                 | Cũng có thể xuất hiện như một tha âm vị không được nhấn mạnh của các nguyên âm khác. Có thể được biểu diễn bằng ⟨y⟩. Xem âm vị học tiếng Bồ Đào Nha                          |
| Tiếng Rumani         | Tiếng Rumani               | insulă        | [ˈin̪s̪ulə]   | 'hòn đảo'             | Xem âm vị học tiếng Rumani |
| Tiếng Rungus         | Tiếng Rungus               | rikot         | [ˈri.kot]   | 'đến'                 | |
| Tiếng Nga            | Tiếng Nga                  | лист/list     | [lʲis̪t̪]ⓘ    | 'lá cây'              | Chỉ đứng trước một từ hoặc sau phụ âm vòm miệng. Xem [[âm vị học tiếng Nga                                                                                                   |
| Tiếng Serbia-Croatia | Tiếng Serbia-Croatia       | виле / vile   | [ʋîle̞]      | 'cây chĩa'            | Xem âm vị học tiếng Serbia-Croatia |
| Tiếng Tây Ban Nha    | Tiếng Tây Ban Nha          | tipo          | [ˈt̪ipo̞]     | 'loại'                | Cũng có thể được kí hiệu bằng chữ ⟨y⟩. Xem âm vị học tiếng Tây Ban Nha |
| Tiếng Sotho          | Tiếng Sotho                | ho bitsa      | [huˌbit͡sʼɑ̈] | 'gọi'                 | Sự tương phản giữa nguyên âm đóng, gần đóng và nửa đóng. Xem âm vị học tiếng Sotho                                                                                           |
| Tiếng Thụy Điển      | Tiếng Thụy Điển tiêu chuẩn | bli           | [bliː]      | 'trở thành'           | Thường được thay thế bởi âm [ij] hay [iʝ] (ví dụ: [blij]ⓘ); nó cũng có thể được đọc với âm [iᶻː], hoặc ở một số vùng sẽ phát âm thành ([ɨᶻː]). Xem âm vị học tiếng Thụy Điển |
| Tiếng Tagalog        | Tiếng Tagalog              | ibon          | [ˈʔibɔn]    | 'chim'                | |
| Tiếng Thái           | Tiếng Thái                 | กริช/krit      | [krìt]      | 'dao găm'             | |
| Tiếng Thổ Nhĩ Kỳ     | Tiếng Thổ Nhĩ Kỳ           | ip            | [ip]        | 'dây thừng'           | Xem âm vị học tiếng Thổ Nhĩ Kỳ |
| Tiếng Ukraina        | Tiếng Ukraina              | місто/misto   | ['misto]    | 'thị trấn, thành phố' | Xem âm vị học tiếng Ukraina |
| tiếng Wales          | tiếng Wales                | es i          | [eːs iː]    | 'tôi đã đi'           | Xem âm vị học tiếng Wales |
| Tiếng Yoruba         | Tiếng Yoruba               | síbí          | [síbí]      | 'cái thìa'            | |